# Гармидер Геннадій Васильович
Геннадій Васильович Гармидер (21 лютого 1945, Воронеж — 16 березня 2023, Одеса) — український графік, живописець, книжковий ілюстратор, майстер екслібрису, член Національної спілки художників України. Жив і працював в Одесі.

## Біографія
Геннадій Васильович Гармидер народився 21 лютого 1945 року у м. Воронежі.
у сім'ї офіцера ВОСО. Батько художника, В. М. Гармидер, походив з с. Сорокотяга Жашківського району Черкаської області України. У півторамісячному віці Геннадій з батьками переїхав у смт Бессарабська (на самому кордоні України та Молдови), куди його батько отримав направлення на службу. Мати - Адіанова Олександра Михайлівна - домогосподарка. Сестра - Гладаревська Валентина Василiвна - вчитель російської мови та літератури.  Талант художника успадкував від батька матері - Адіанова Михайла Сергiйовича.
З 1953 року жив і працював в Одесі.
У 1961—1966 роках навчався в Одеському художньому училищі (викладачі — Т. І. Єгорова, В. В. Філіпенко), а у 1966—1974 роках — на живописному факультеті Київського художнього інститутіу у майстерні театрального живопису (викладачі — С. Подерв'янський, М. Духновський, Д.Лідер).
В 1971—1973 роках служив у лавах Радянської Армії.
У 1974—1977 роках викладав в Одеському художньому училищі імені Б. Грекова.
З 1977 року є членом Спілки художників України (НСХУ).
Протягом тривалого часу працював у видавництвах «Маяк» та «Дніпро».
Обирався головою секції графіки, членом правління Президії одеської організації СХ, членом Республіканської комісії графіки, членом виставкому.
Помер 16 березня 2023 року у Одесі.

## Творча діяльність
Художник працює в техніці олійного живопису, офорту та інших графічних техніках. Улюблений жанр — міський пейзаж, також є автором натюрмортів, чудових портретів як своїх сучасників, так і романтичних вигаданих персонажів. Оформив та проілюстрував близько 200 книжок, створив понад 20 екслібрисів.
Від 1972 року був учасником республіканських, всесоюзних і міжнародних виставок.
Персональні виставки проходили в Одесі, Києві, Миколаєві, Чернігові, Москві (РФ), Оулу (Фінляндія), Генуї та Лечче (Італія), Гриннел Колледж (США).
Роботи знаходяться в художніх музеях Одеси, Києва, Бердянська, Житомира, Донецька, Дніпра (Дніпропетровська), Краснограда, Луганська, Чернігова, Херсона, Кривого Рогу, Харкова, Хмельницького, Черкас, Оулу (Фінляндія), Балтимора (США), Москви, Санкт-Петербурга, Пензи (РФ), Дьйора (Угорщина), Національній бібліотеці і Бібліотеці Сорбонни (Франція), бібліотеці Ягеллонського університету Кракова (Польща), а також приватних колекціях України (М.Кнобеля), Франції (м-м Ширак, м-м Помпіду), США (Воронцов-Дашков), Ліхтенштейну (барон Фальц-Фейн) та ін.
Твори придбані Дирекціями виставок Міністерства культури і Спілки художників України і Росії.
Брав участь у благодійній акції UNESCO-Tchrnobyl-aide à l'enfance'в Парижі у 1994 році.

#### Основні твори
Серії графічних робіт — «10 днів на тримарані» (1981 р.), «Пейзажі України» (1970-90 рр.), «Пушкін в Одесі» (1980—1981 рр.), «Одеса початку ХІХ сторіччя» (1980—1981 рр.) «Одеса кінця ХІХ — початку ХХ століття. Побут Одеси» (1983—1984 рр.), «Париж очима одесита» (1998 р.), «Афіни-Одеса» (1999 р.), «Мавританська брама Отради» (2000 р.), «Міста світу», серії живописних полотен — «Пейзажі Чернігівщини»(2001—2002 рр.), «Одеські дворики», «Одесити, одеситки і не тільки», «Коти Одеси» (2001—2017 рр.).

## Відзнаки
Лауреат премій імені Е.Багрицького та імені К. Паустовського.
У 2005 році нагороджений почесним знаком «За заслуги перед містом», у 2015 році — Знаком Одеського міського голови.

## Родина
- Дружина — Крижевська Світлана, художник, член НСХУ
- Тесть — Крижевський Григорій, заслужений художник України
- Старша донька — Гармидер Наталія, художник, член НСХУ
- Молодша донька — Гармидер Дар'я